# Kirche Diehsa

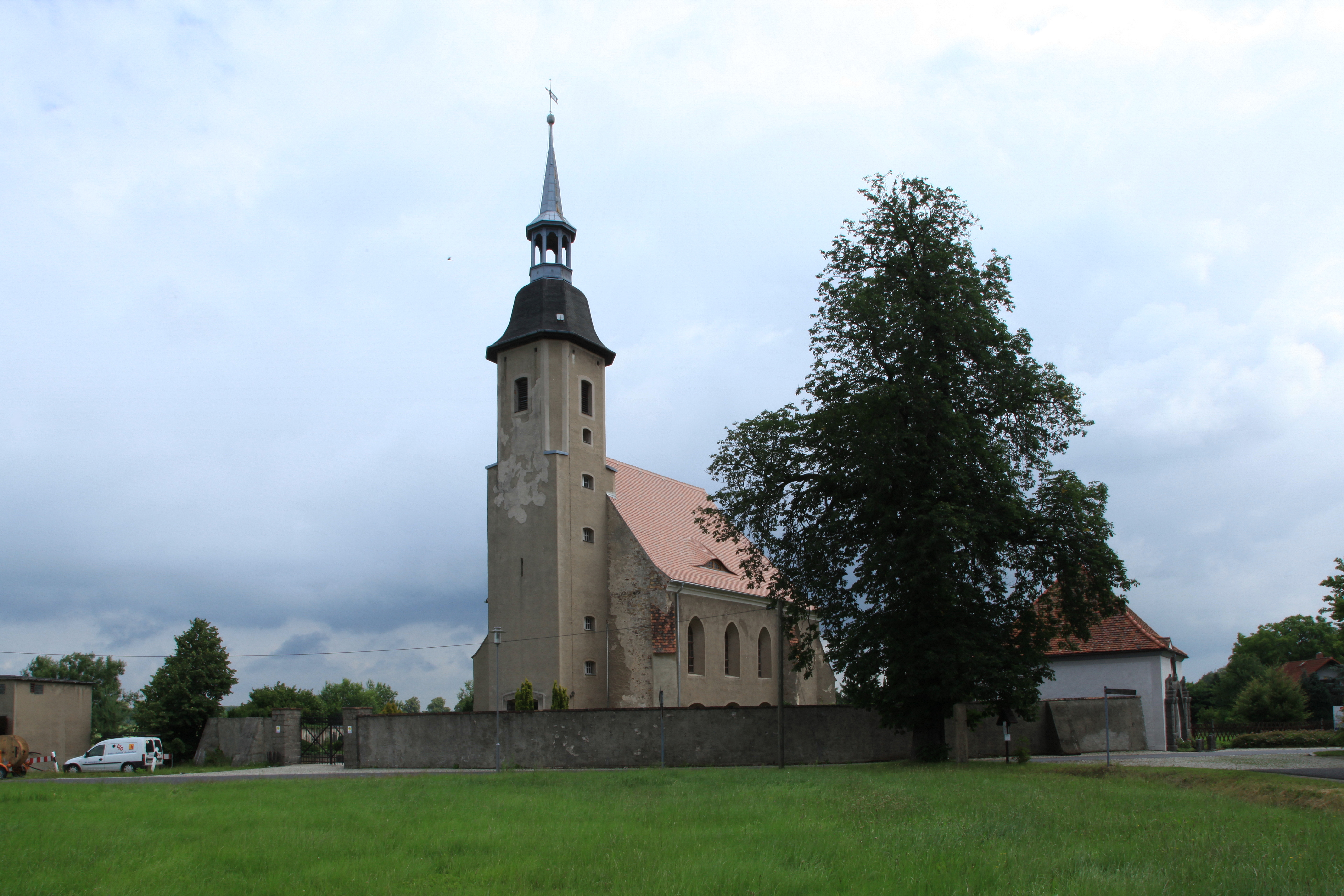
Kirche Diehsa (2012)

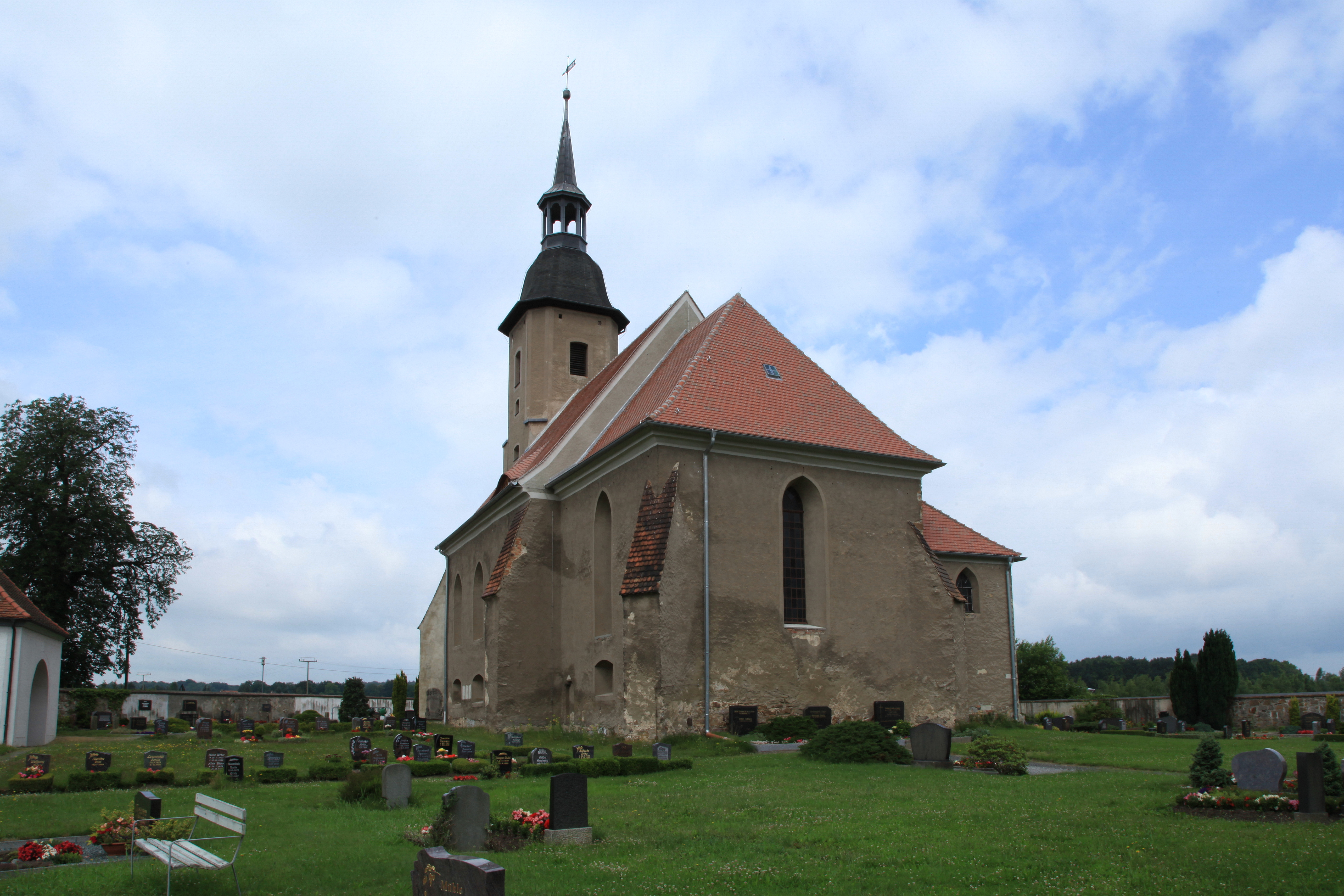
Ostschluss der Kirche (2012)

Die Kirche Diehsa ist das Kirchengebäude im Ortsteil Diehsa der Gemeinde Waldhufen im Landkreis Görlitz in der sächsischen Oberlausitz. Es gehört der Kirchengemeinde Diehsa im Kirchenkreis Schlesische Oberlausitz in der Evangelischen Kirche Berlin-Brandenburg-schlesische Oberlausitz und steht aufgrund seiner bau- und ortsgeschichtlichen Bedeutung unter Denkmalschutz. Die Kirche in Diehsa ist eine Radwegekirche am Froschradweg, der durch die Oberlausitzer Heide- und Teichlandschaft führt.

## Architektur und Geschichte

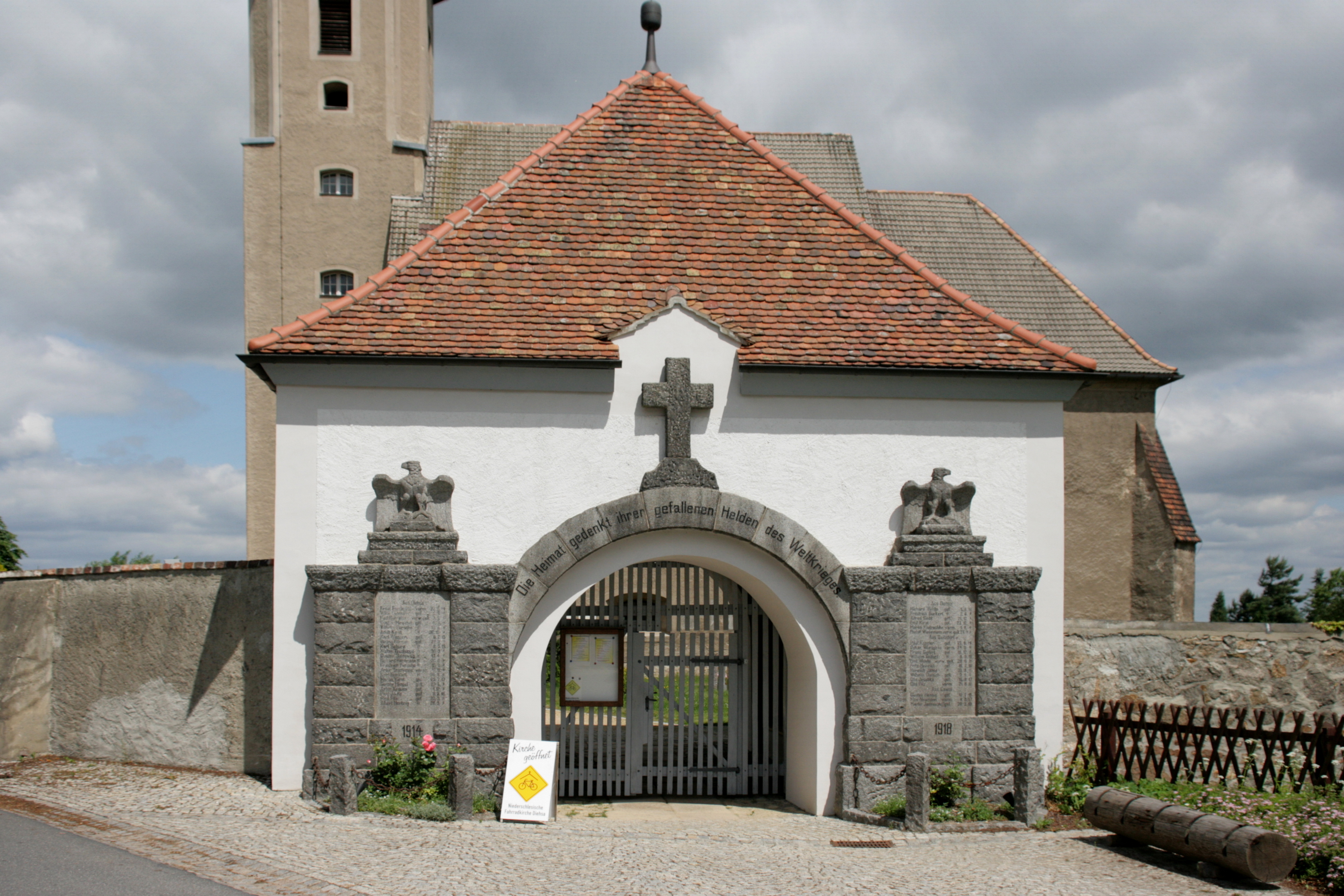
Torhaus zum Kirchhof mit Kriegerdenkmalen

Diehsa wird bereits in dem Kirchenverzeichnis des Bistums Meißen erwähnt. Die heutige Kirche wurde im späten 15. und frühen 16. Jahrhundert aus Bruchsteinen gebaut und verputzt. Der Westturm wurde im Jahr 1802 angebaut. Die Kirche hat einen rechteckigen, mit Strebepfeilern besetzten Chor im Westen einen rechteckigen Turm mit achteckigem Glockengeschoss. Abgeschlossen wird der Turm durch eine Zwiebelhaube mit Laterne und achtseitigem, mit Blech verkleideten Spitzhelm, auf dem eine Turmkugel und eine Wetterfahne thronen. Das Kirchenschiff hat ein Satteldach mit einer Fledermausgaube auf der Südseite und leicht spitzbogige Fenster. Über dem Altarraum ist das Dach abgewalmt, an der Nordseite ist eine zweigeschossige Patronatsloge angebaut. Die Kirche ist von einer Kirchhofsmauer umgeben, südlich der Kirche liegt das 1687 gebaute Torhaus mit einem Zeltdach, das von zwei Kriegerdenkmalen flankiert wird.
Während des Ersten Weltkrieges wurden die Kirchenglocken in Diehsa beschlagnahmt und für die Waffenproduktion eingeschmolzen, nach dem Krieg wurde ein neues Geläut beschafft. Am 19. April 1945 brannte die Kirche durch Kampfhandlungen gegen Ende des Zweiten Weltkrieges aus und die Glocken stürzten ab. Aufgrund der Witterungsbedingungen stürzte das Dach des Kirchenschiffs im Frühjahr 1946 ein, wobei das gotische Rippengewölbe zerstört wurde. Da keine ausreichende Menge an Baustoffen für einen originalgetreuen Wiederaufbau der Kirche vorhanden war, wurde das Kirchenschiff um 1,20 Meter abgetragen und die Kirche danach notdürftig wieder aufgebaut. Seitdem ist der Innenraum lediglich flach gedeckt und mit einer dreiseitigen Empore ausgestattet. 1949 wurde die Kirche wieder geweiht.
Am Pfingstwochenende 2004 wurde die Diehsaer Kirche als Fahrradkirche eingerichtet. Zwischen Anfang Mai und Ende Oktober ist das Gebäude jeweils öffentlich zugänglich.

## Ausstattung

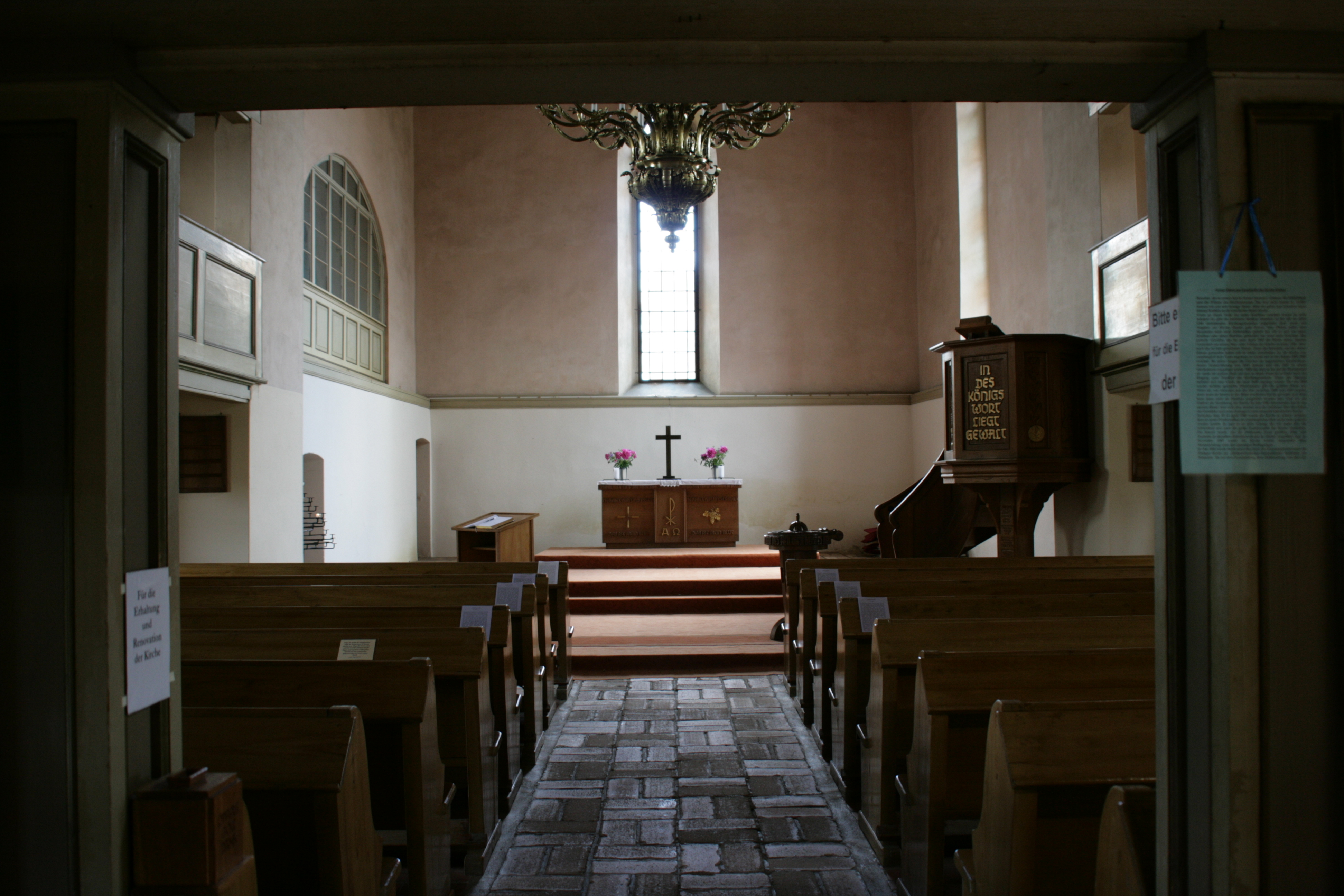
Blick in den Altarraum

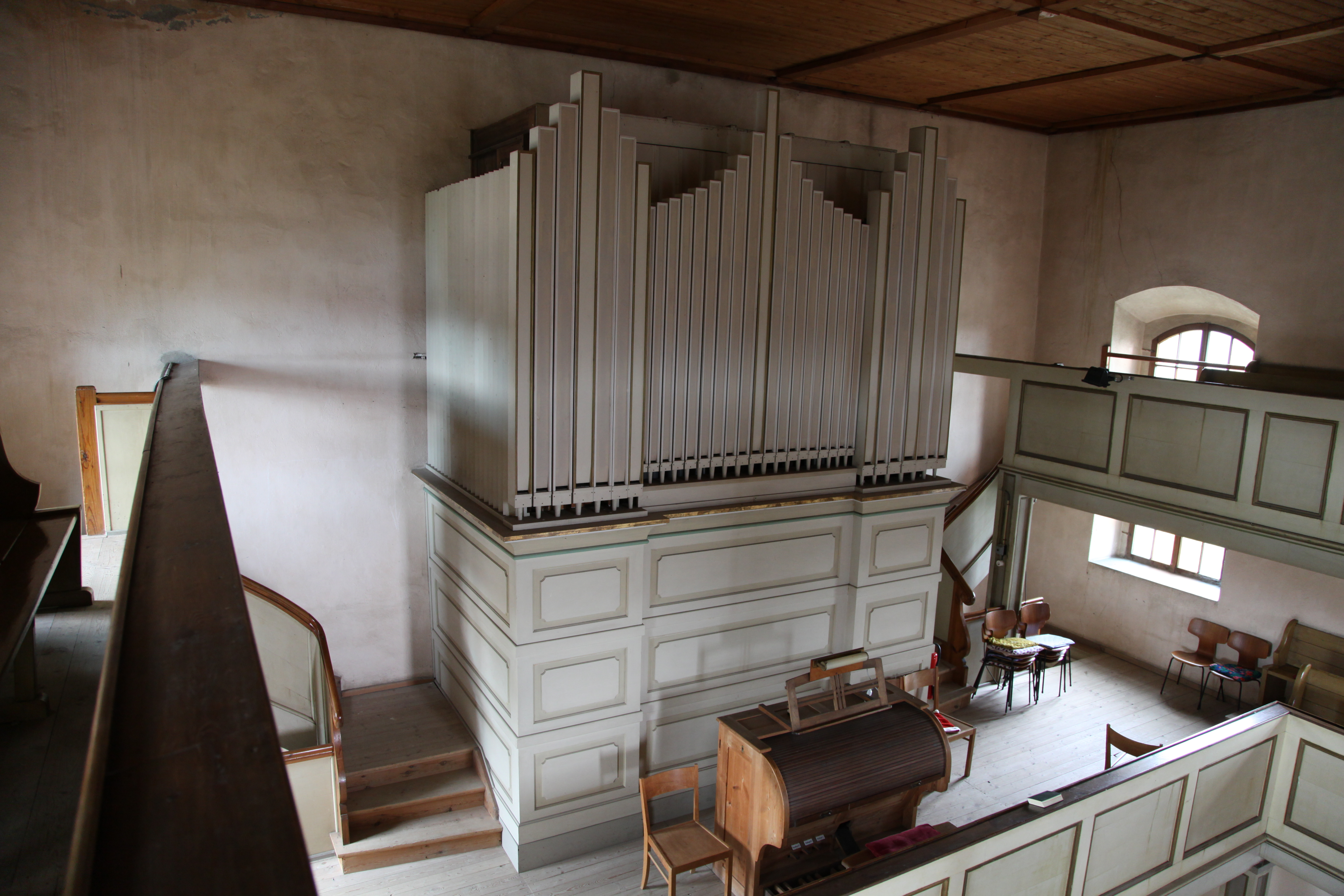
Orgel

Die historische Ausstattung der Diehsaer Kirche wurde beim Brand vom April 1945 zerstört; Altar, Kanzel und Taufbecken wurden im Jahr 1949 aus Holz neu gebaut. Die Kanzel wurde von der Nationalen Front der DDR gestiftet. An der Nordseite der Saals hat sich eine Wandmalerei aus dem 15. Jahrhundert erhalten.

## Kirchengemeinde
Zu Beginn des 16. Jahrhunderts gehörte Diehsa als Pfarrkirche zum Sedes Reichenbach, im Jahr 1539 wurde die Reformation in der Kirchengemeinde eingeführt. Neben Diehsa gehörten damals noch die Dörfer Kaana und Quitzdorf zur Kirchengemeinde. Quitzdorf wurde 1969 und Kaana 1981 für den Bau der Talsperre Quitzdorf devastiert.
Bis 1945 gehörte Diehsa zur Evangelischen Landeskirche der älteren Provinzen Preußens, danach kam die Kirchengemeinde zur Evangelischen Kirche in Schlesien, die später in Evangelische Kirche der schlesischen Oberlausitz umbenannt wurde. Dort gehörte Diehsa zum Kirchenkreis Niesky. Im Januar 2004 fusionierten die Evangelische Kirche der schlesischen Oberlausitz und die Evangelische Kirche in Berlin-Brandenburg zur Evangelischen Kirche Berlin-Brandenburg-schlesische Oberlausitz. Der Kirchenkreis Niesky schloss sich am 1. Januar 2007 mit Görlitz und Weißwasser zum Kirchenkreis Niederschlesische Oberlausitz. Dieser wiederum ging am 1. Januar 2014 durch Zusammenschluss mit dem Kirchenkreis Hoyerswerda im Kirchenkreis Schlesische Oberlausitz auf. Die Kirchengemeinde Diehsa bildet zusammen mit Arnsdorf, Buchholz-Tetta, Jänkendorf-Ullersdorf, Melaune und Nieder Seifersdorf den Pfarrsprengel Waldhufen-Vierkirchen.